# Bézu-la-Forêt
Bézu-la-Forêt – miejscowość i gmina we Francji, w regionie Normandia, w departamencie Eure.
Według danych na rok 1990 gminę zamieszkiwały 144 osoby, a gęstość zaludnienia wynosiła 16 osób/km² (wśród 1421 gmin Górnej Normandii Bézu-la-Forêt plasuje się na 755. miejscu pod względem liczby ludności, natomiast pod względem powierzchni na miejscu 406.).